# Perioada Sengoku
Perioada Sengoku (戦国時代 Sengoku Jidai?)  este o perioadă din istoria japoneză marcată de tulburări sociale, intrigi politice și conflicte militare aproape constante. Istoricii japonezi au numit-o după perioada statelor de război din China, care nu au nicio legătură. Acesta a fost inițiat de războiul Ōnin, care a prăbușit sistemul feudal japonez sub shogunatul Ashikaga și a ajuns la un sfârșit atunci când sistemul a fost restabilit sub domnia shogunatului Tokugawa de către Tokugawa Ieyasu.

## Rezumat
În această perioadă, deși împăratul Japoniei a fost oficial conducătorul națiunii sale și fiecare lord a jurat loialitate față de el, el a fost în mare parte o figură marginalizată, ceremonială și religioasă, care a dat frâu puterii către shōgun, un nobil care era echivalentul unui prim-ministru. În anii precedenți acestei ere, shogunatul a pierdut treptat influența și controlul asupra daimyō-urilor (domnitori locali). Deși shogunatul Ashikaga a păstrat structura shogunatului Kamakura și a instituit un guvern războinic bazat pe aceleași drepturi și obligații economice sociale instituite de Hōjō cu Codul Jōei în 1232, Ashikaga nu a reușit să câștige loialitatea multor daimyo, în special a celor ale căror domenii erau departe de capitală, Kyoto. Mulți dintre acești domnitori au început să se lupte necontrolat între ei pentru controlul asupra pământului și influența asupra shogunatului. Pe măsură ce comerțul cu China a crescut, economia s-a dezvoltat, iar utilizarea banilor s-a mărit pe măsură ce piețele și orașele au apărut. Împreună cu evoluțiile din ramura agricolă și comercializarea la scară mică, acestea au dus la dorința unei autonomii locale mai mari pe toate nivelurile ierarhiei sociale. Încă de la începutul secolului al XV-lea, suferința cauzată de cutremure și foamete a dus adesea la declanșarea răscoalelor de către fermieri măcinați de datorii și taxe. 
Războiul din Ninin (1467-1477), un conflict datorat suferinței economice și provocat de o dispută pentru succesiunea shogunală, este în general considerat ca debutul perioadei Sengoku. Armata „estică” a familiei Hosokawa și aliații acesteia s-au confruntat cu armata „occidentală” a clanului Yamana. Luptele în Kyoto și în jurul acestuia au durat aproape 11 ani, lăsând orașul aproape complet distrus. Conflictul de la Kyoto sa extins apoi în provinciile periferice.  
Punctul culminant este reprezentat de o serie de trei conducători, Oda Nobunaga, Toyotomi Hideyoshi și Tokugawa Ieyasu, care au unit treptat Japonia. După victoria finală a lui Tokugawa Ieyasu la asediul din Osaka în 1615, Japonia s-a stabilit în câteva secole de pace sub shogunatul Tokugawa. 

## Cronologie
Războiul Ōnin din 1467 este considerat de obicei punctul de plecare al perioadei Sengoku. Există mai multe evenimente care ar putea fi considerate sfârșitul acesteia: intrarea lui Nobunaga în Kyoto (1568) [5] sau abolirea shogunatului Muromachi (1573), [6] Asediul Odawara (1590), bătălia de la Sekigahara (1600)), înființarea Shogunatei Tokugawa (1603) sau Asediul Osaka (1615).     
| Timp | Eveniment |
| ---- | --- |
| 1467 | Începutul războiului din Ōnin |
| 1477 | Sfârșitul Ōnin War |
| 1488 | Rebeliunea de laKaga |
| 1493 | Hosokawa Masamoto biruie Coup of Meio |
| 1493 | Hōjō Sōun pune mâna pe provincia Izu |
| 1507 | Începutul războiului Ryo Hosokawa (disputa datorată successiunii din familia Hosokawa)                                                                           |
| 1520 | Hosokawa Takakuni îl învinge pe Hosokawa Sumimoto |
| 1531 | Hosokawa Harumoto îl învinge pe Hosokawa Takakuni |
| 1535 | Bătălia de la Idano Forțele Matsudaira îl înving pe rebelul Masatoyo                                                                                             |
| 1543 | Terenul portughez de pe Tanegashima, devenind astfel primii europeni care au ajuns în Japonia și introduce arquebusul în războiul japonez                        |
| 1549 | Miyoshi Nagayoshi îl trădează pe Hosokawa Harumoto |
| 1551 | Incidentul de la Tainei-ji : Sue Harukata îl trădează pe Ōuchi Yoshitaka, preluând astfel controlul asupra vestului Honshu                                       |
| 1554 | Pactul tripartit dintre Takeda, Hōjō și Imagawa este semnat |
| 1555 | Bătălia de la Itsukushima: Mōri Motonari o învinge pe Sue Harukata și continuă să-l elimine pe Ōuchi de pe pozitia de cel mai important daimyo din vestul Honshu |
| 1560 | Bătălia de la Okehazama: Oda Nobunaga depășită ca și număr, reusește sa o ucidă pe Imagawa Yoshimoto într-un atac surpriză                                       |
| 1568 | Oda Nobunaga se îndreaptă spre Kyoto forțându-l pe Matsunaga Danjo Hisahide să capituleze la controlul orașului                                                  |
| 1570 | Începutul războiului Ishiyama Hongan-ji |
| 1573 | Sfârșitul Shogunatei Ashikaga |
| 1575 | Bătălia de la Nagashino: Oda Nobunaga învinge decisiv cavaleria Takeda folosind intensiv armele de foc (archebuze)                                               |
| 1577 | Asediul de la Shigisan: Oda Nobunaga îl învinge pe Matsunaga Danjo Hisahide                                                                                      |
| 1580 | Sfârșitul războiului Ishiyama Hongan-ji |
| 1582 | Akechi Mitsuhide îl asasinează pe Oda Nobunaga (Incidentul de la Honnō-ji) Hashiba Hideyoshi îl învinge pe Akechi la Bătălia de la Yamazaki                      |
| 1585 | Lui Hashiba Hideyoshi i se acordă titlul de Kampaku, instituindu-și autoritatea predominantă; un an mai târziu i se acordă numele de familie Toyotomi.           |
| 1590 | Asediul din Odawara: Toyotomi Hideyoshi biruie împotriva clanul Hōjō, unificând astfel Japonia sub domnia sa                                                     |
| 1592 | Prima invazie a Coreei |
| 1597 | A doua invazie a Coreei |
| 1598 | Toyotomi Hideyoshi moare |
| 1600 | Bătălia de la Sekigahara: Armata de Est sub Tokugawa Ieyasu învinge Armata de Vest a loialiștilor Toyotomi                                                       |
| 1603 | Înființarea Shogunatei Tokugawa |
| 1615 | Asediul din Osaka: Ultima opoziție a armatei lui Toyotomi împotriva shogunului Tokugawa este anulată                                                             |

## Gekokujō

Japonia în 1570

Tulburările au rezultat în slăbirea și mai mult a autorității centrale și, în întreaga Japonia, domnii regionali, numiți daimyōs, s-au ridicat pentru a umple vidul. În cursul acestei schimbări de putere, bine stabilite clanuri, cum ar fi Takeda și Imagawa, care a domnit sub autoritatea atât Kamakura și Muromachi Bakufu, au fost capabili să-și extindă astfel sferele de influență. Cu toate acestea, au fost multe, ale căror poziții și-au pierdut rolul și au fost în cele din urmă uzurpate de subordonați mai capabili. Acest fenomen al meritocrației sociale, în care subordonații capabili au respins status quo-ului și au răsturnat cu forță o aristocrație emancipată, a fost cunoscut sub numele de  (下克上 gekokujō?) , ceea ce înseamnă „cucerirea scăzută la nivel înalt”. 
Unul dintre primele cazuri a fost Hōjō Sōun, care s-a ridicat de la origini relativ umile dar în cele din urmă a preluat puterea în provinciei Izu în 1493. Bazându-se pe realizările lui Sōun, clanul Hōjō a rămas o putere majoră în regiunea Kantō până la supunerea catre Toyotomi Hideyoshi mai târziu în perioada Sengoku. Alte exemple importante includ înlocuirea clanului Hosokawa de către Miyoshi, Toki de la Saitō și clanul Shiba de clanul Oda, care la rândul său a fost înlocuit de subalternului său, Toyotomi Hideyoshi, fiul unui țăran fără renume.
Grupurile religioase bine organizate au căpătat, de asemenea, putere politică în acest moment, prin unirea fermierilor într-o revoltă impotriva stăpânirii daimyō-lor. Călugării din secta budistă a Pământului Prea Adevărat format numeroase Ikkō-ikki, dintre care cel mai de succes fiind provincia Kaga, care rămas independentă timp de aproape 100 de ani. 

## Unificarea
După aproape un secol de instabilitate politică și război, Japonia a fost pe punctul de unificare de către Oda Nobunaga, care a ieșit din obscuritate în provincia Owari (actuala Prefectură Aichi) pentru a domina Japonia centrală. În 1582, Oda a fost asasinat de către unul dintre generalii săi, Akechi Mitsuhide, și i-a oferit lui Toyotomi Hideyoshi oportunitatea de a se ocupa poziția de succesor a lui Oda după ce s-a ridicat prin ierarhia gradelor militare începând cu ashigaru (infanterie), pentru a deveni unul dintre cei mai de încredere generali ai lui Oda. Toyotomi și-a consolidat în cele din urmă controlul asupra daimyō-urilor rămase, dar a condus ca Kampaku (Regent Imperial), deoarece nașterea sa ca si om de rând l-a exclus de la titlul de Sei-i Taishōgun. În timpul scurtei sale domnii ca Kampaku, Toyotomi a încercat două invazii ale Coreei. Prima încercare, cuprinsă între 1592 și 1596, a avut succes inițial, dar a suferit eșecuri și s-a încheiat într-un impas. A doua încercare a început în 1597, dar a avut mai puțin succes, deoarece coreenii și aliații lor chinezi Ming au fost pregătiți de la prima lor întâlnire. În 1598, Toyotomi a cerut retragerea din Coreea, la puțin timp înainte de moartea acestuia 
Fără a lăsa un succesor capabil, țara a fost din nou macinată de agitația politică, iar Tokugawa Ieyasu a profitat de ocazie. 
Pe patul său de moarte, Toyotomi a numit un grup alcătuit de cei mai puternici stăpâni ai Japoniei - Tokugawa, Maeda Toshiie, Ukita Hideie, Uesugi Kagekatsu și Mōri Terumoto - pentru a guverna Consiliul a Cinci Regenți până când fiul său, Hideyori, a împlinit vârsta necesară. O pace tulbură a avut loc până la moartea lui Maeda în 1599. După aceea, o serie de persoane de rang înalt, în special Ishida Mitsunari, l-au acuzat pe Tokugawa de neloialitate fată de regimul Toyotomi. 
Aceasta a precipitat într-o criză care a dus la bătălia de la Sekigahara în 1600, timp în care Tokugawa și aliații săi, care controlau estul țării, au învins forțele anti-Tokugawa, care dețineau controlul asupra vestului. Privită ca și un ultimul conflict major al perioadei Sengoku, victoria lui Tokugawa la Sekigahara a marcat sfârșitul regimului Toyotomi, ultimele rămășițe fiind distruse definitiv în Asediul din Osaka în 1615. 

## Personalități onorabile

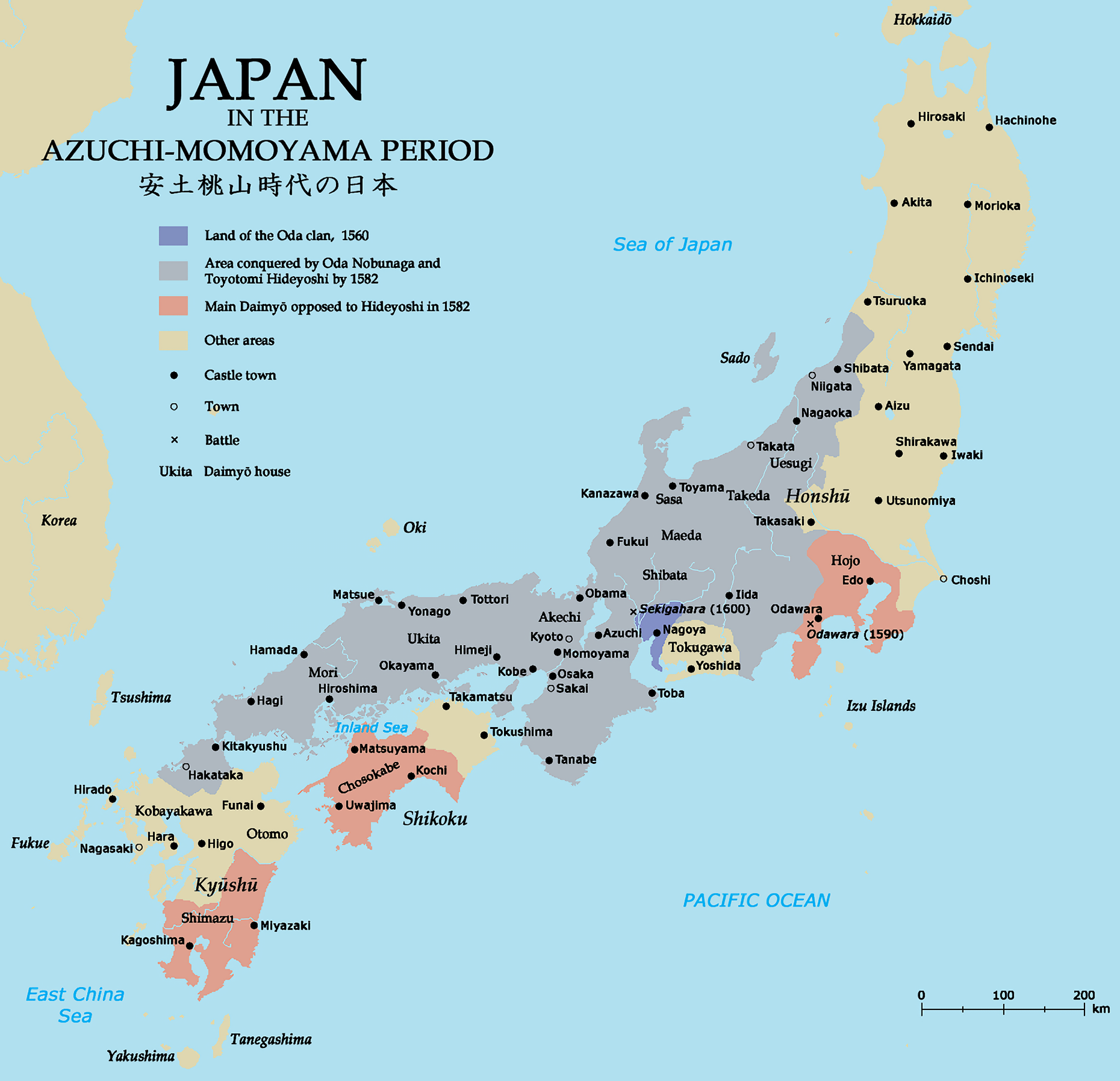
Japonia la sfârșitul secolului al XVI-lea

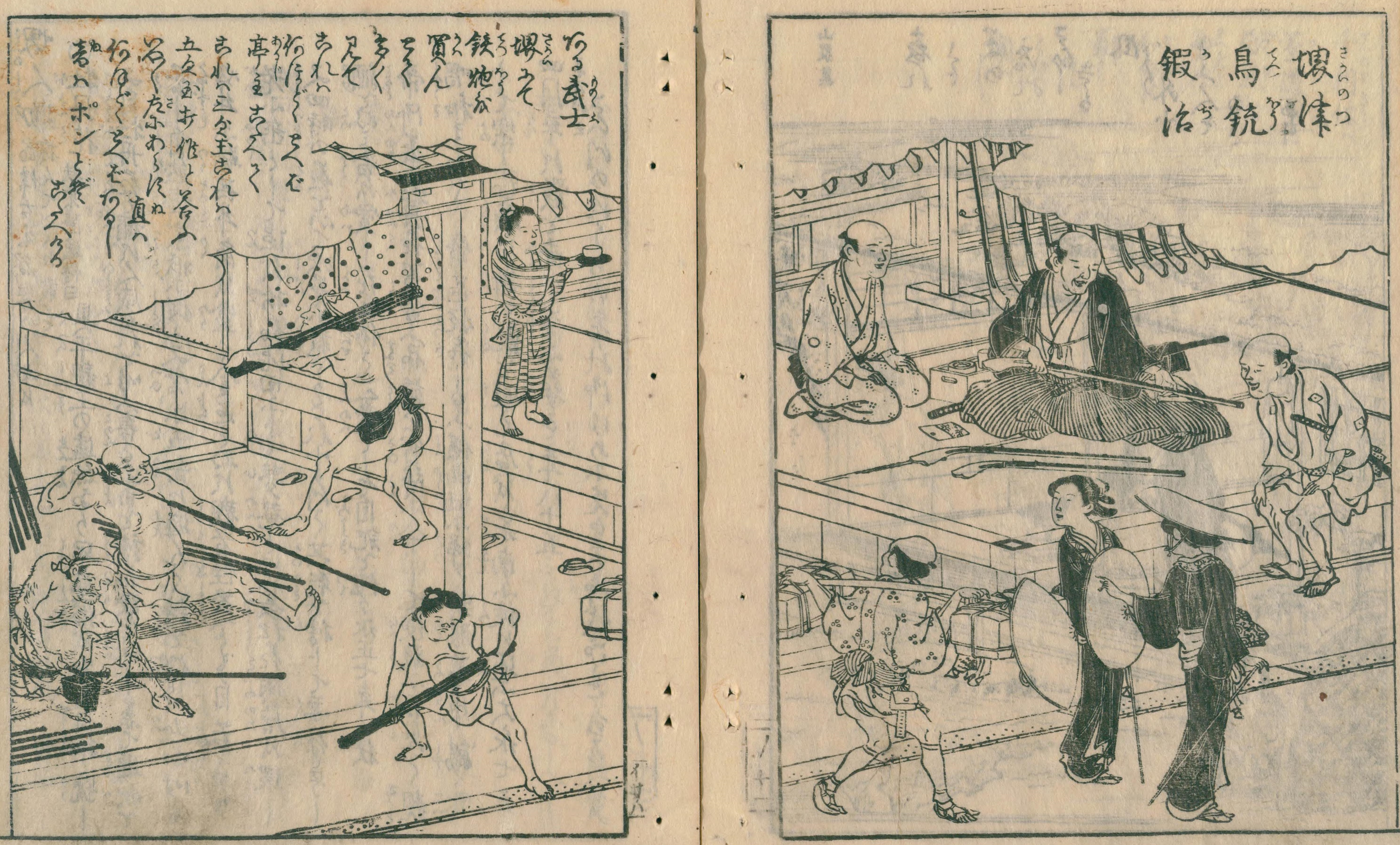
Fierar de arme, Sakai, Osaka

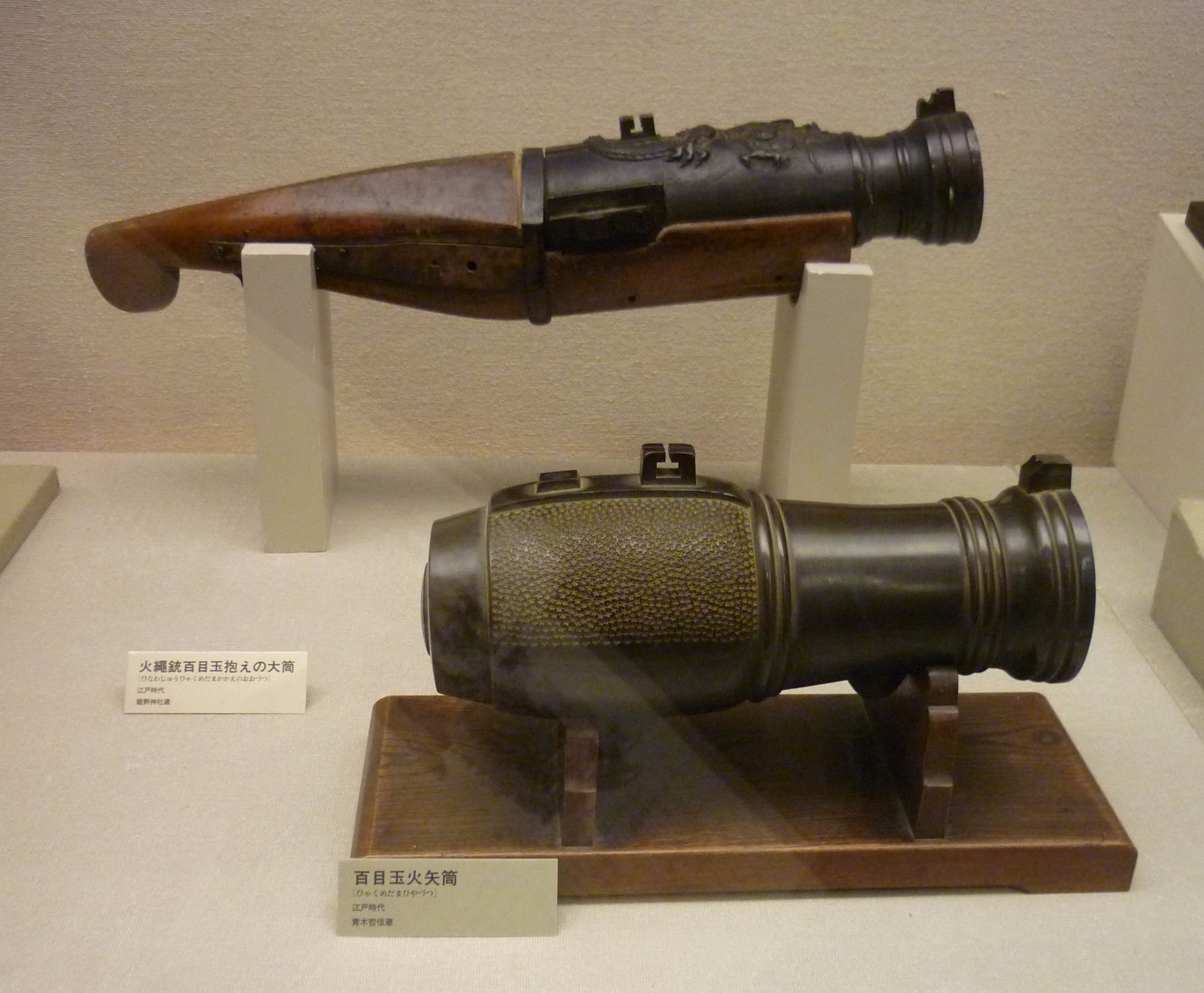
Ōzutsu (Marele Pistol)

### Cei trei unificatori ai Japoniei
- Oda Nobunaga
- Toyotomi Hideyoshi
- Tokugawa Ieyasu

Personalitățile contraste ale celor trei lideri care au contribuit cel mai mult la unificarea finală a Japoniei - Oda, Toyotomi și Tokugawa - sunt prinși într-o serie de trei binecunoscute senryū : 
- Nakanu nara, koroshite shimae, hototogisu (Dacă cucul nu cântă, omorâți-l. )
- Nakanu nara, nakasete miyō, hototogisu (Dacă cucul nu cântă, coaxează-l. )
- Nakanu nara, naku făcut matō, hototogisu (Dacă cucul nu cântă, așteaptă-l. )

Oda, cunoscut pentru barbaritatea sa, este subiectul primului; Toyotomi, cunoscut pentru talentul său, este subiectul celui de-al doilea; iar Tokugawa, cunoscut pentru perseverența sa, este subiectul versetului al treilea.

## Legături externe
- Perioada Sengoku - Enciclopedia istoriei antice
- Arhivele Samurai Pagina istorie japoneză
- ja  Sengoku Expo: Proiectare japoneză, Cultură în epoca războaielor civile, desfășurată în Prefectura Gifu, 2000-2001
- ja  Lista cu Senimoku Daimyos